# Heitor Shimbo
Heitor Shimbo Carmona (São Paulo, 15 de abril de 1983)  é um esgrimista brasileiro.
Começou a praticar esgrima aos 10 anos de idade, um ano depois de passar por uma cirurgia cardíaca. 
Competiu pelo Esporte Clube Banespa entre 1993 e 2004. Em 2005 passou a defender o Esporte Clube Pinheiros, onde tornou-se atleta Benemérito em 2014.
Nas categorias de base, foi Integrante da equipe brasileira nos Jogos Mundiais da Juventude (Moscou, 1998), campeão Sul-Americano cadete (Porto Alegre, 1999) e campeão Pan-Americano Juvenil (Santiago, 2002).
Foi duas vezes campeão brasileiro de florete masculino adulto, em 2010 e 2012, além de conquistar duas medalhas de prata e seis de bronze na competição entre 2001 e 2016.
Medalhista, por equipes, de bronze nos Jogos Sul-Americanos do Rio de Janeiro em 2002, prata nos Jogos Sul-Americanos de Buenos Aires em 2006, ouro nos Jogos Sul-Americanos de Medellin em 2010, quando também obteve o bronze[carece de fontes?] na prova individual e ouro nos Jogos Sul-Americanos de Cochabamba em 2018
Defendeu a equipe brasileira nos Jogos Pan-Americanos de 2003, 2007, 2011 e 2019, participando das equipes brasileiras que conquistaram as medalhas de bronze no florete e no sabre nos Jogos de Guadalajara - 2011e a medalha de prata no florete nos Jogos de Lima - 2019
Em campeonatos Pan-Americanos participou das conquistas por equipes das medalhas de bronze em 2007 , 2011 e  2019, além das medalhas de prata em 2009, 2012, 2013, 2015 (quando obteve também a medalha de bronze na prova individual), 2017 e 2018.
Por sua contribuição para elevar o Estado de São Paulo em competições de destaque nos Jogos Pan-americanos do Rio de Janeiro, 2007 e por sua atuação como representante do Brasil nos Jogos Pan-americanos de Guadalajara, 2011,lhe foram concedidas as medalhas de mérito esportivo, por parte do governo do Estado e a medalha Anchieta, por parte da Câmara Municipal de São Paulo.
Devido às suas ações dentro e fora das pistas, o esgrimista já foi eleito representante dos atletas frente a Confederação Brasileira de Esgrima e também presidente da Associação Brasileira de Esgrimistas (ABE).
É formado em Geografia pela USP, funcionário da Secretaria do Meio Ambiente do Estado de São Paulo e um dos Fundadores do Instituto Touché.

## Títulos
- Campeonato brasileiro: 2010, 2012

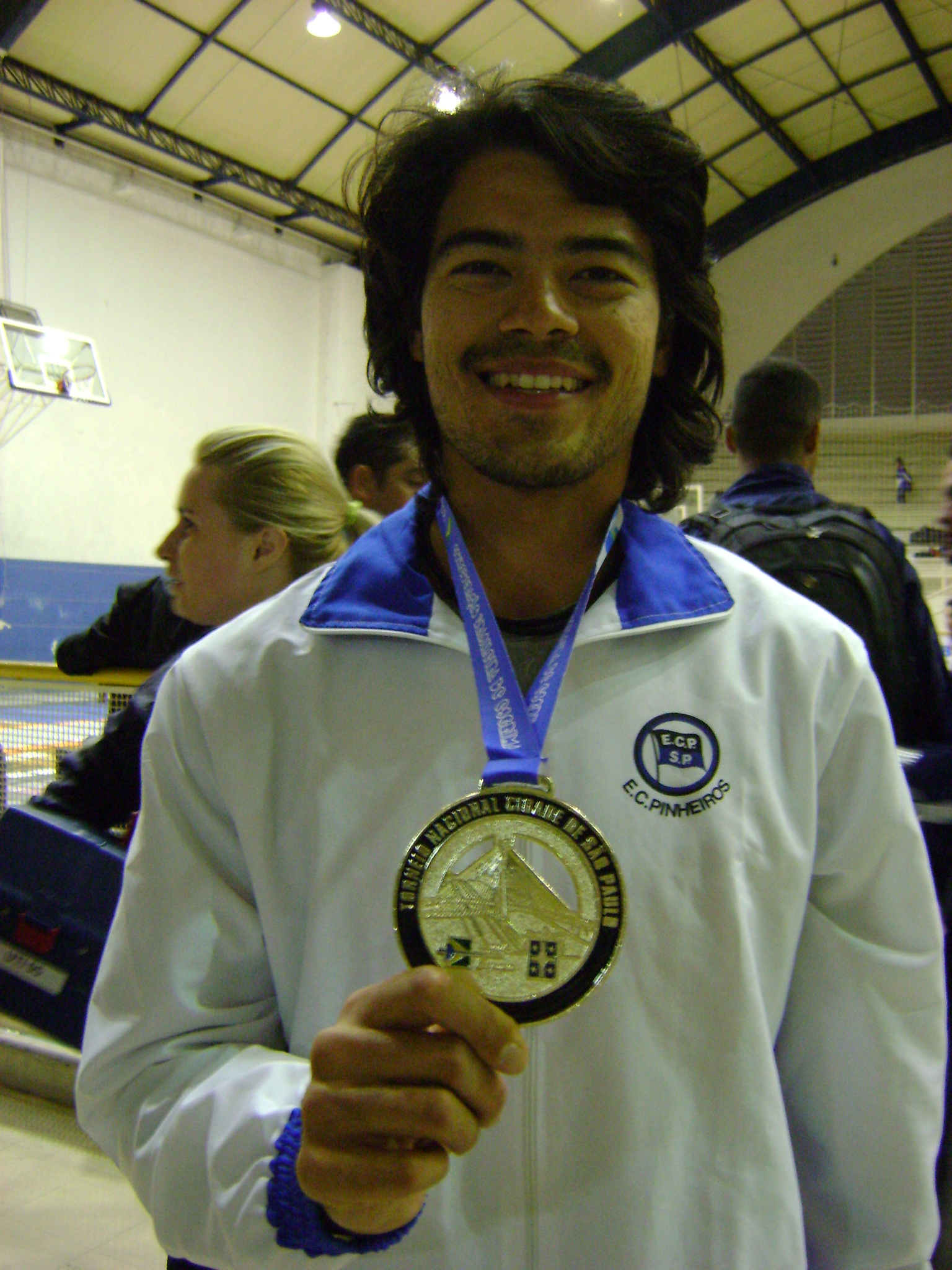
Heitor Shimbo Carmona após a vitória no Torneio Nacional Cidade de São Paulo - 2012

- Heitor Shimbo Carmona após a vitória no Torneio Nacional Cidade de São Paulo - 2012Campeonato Sul-Americano: Lima, 2012
- Campeonato Pan-Americano Juvenil: Santiago, 2002
- Campeonato Sul-Americano Cadete: Porto Alegre, 1999